# Molophilus gressittianus
Molophilus gressittianus är en tvåvingeart som beskrevs av Alexander 1961. Molophilus gressittianus ingår i släktet Molophilus och familjen småharkrankar. Inga underarter finns listade i Catalogue of Life.